# Putna
Putna est une commune du nord de la Roumanie, dans le județ de Suceava à quelques kilomètres de la frontière Ukrainienne. Dans cette localité Étienne III le Grand (Ștefan cel Mare) a construit entre 1466 et 1469 un monastère en souvenir de sa victoire contre les ottomans à Chilia en 1465 où ce dernier est également enterré.

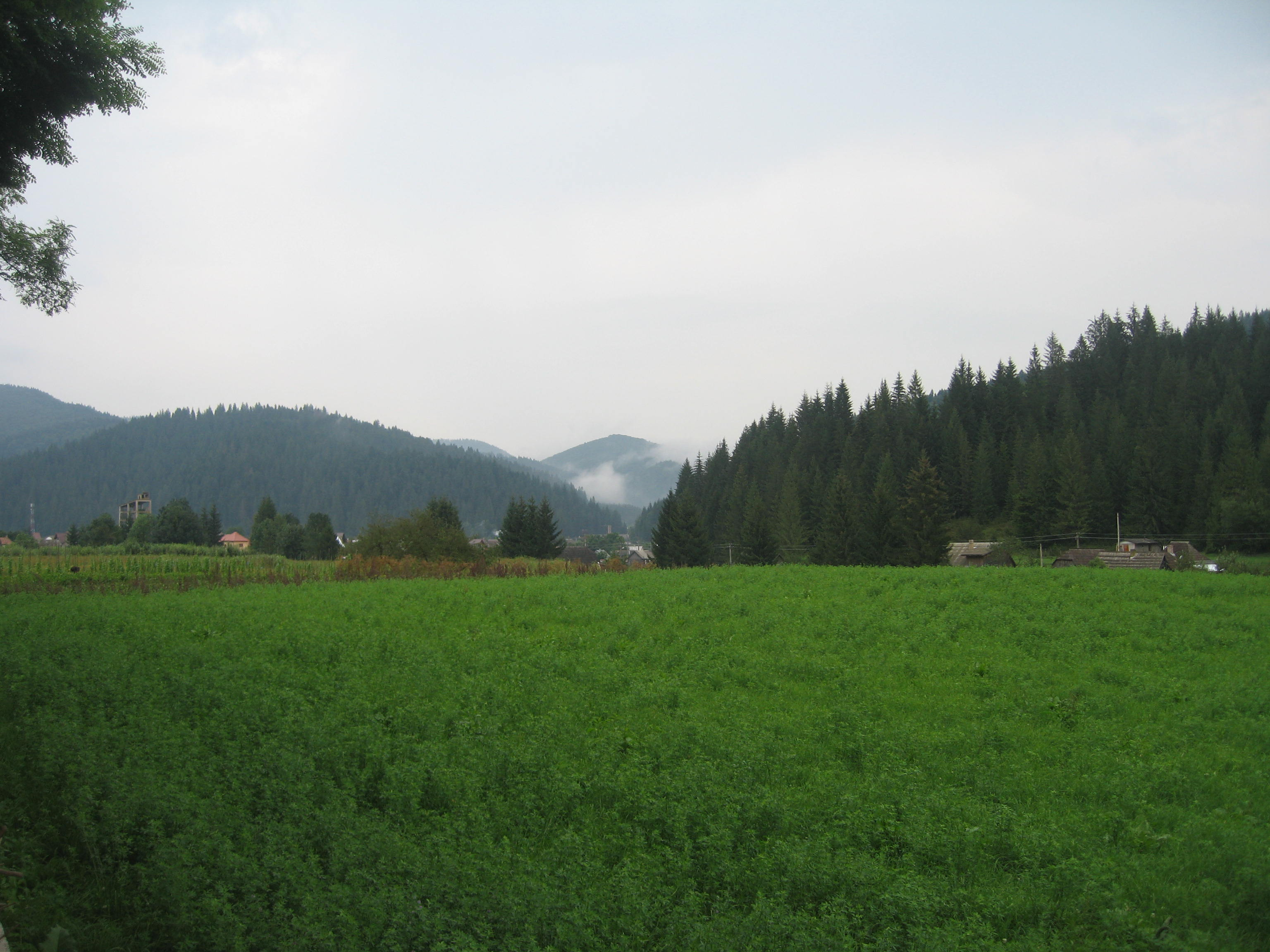
Vue depuis le monastère de Putna